# Четаево (Рязанская область)
Четаево (тат. Чүтәй) — деревня в Касимовском районе Рязанской области. Входит в состав Ахматовского сельского поселения.

## Описание
Расположена в 2,5 км к юго-западу от Ахматово и в 9 км к юго-востоку от Касимова. С юга к деревне примыкает обширный лесной массив в левобережье Оки. Имеется подъездная дорога от Ахматово (продолжается далее по лесу на юг к посёлку Долговского Лесничества).
| 1859 | 1906 | 2010 |
| ---- | ---- | ---- |
| 302  | ↗432 | ↘69  |

## История
Относилась к группе кара аймак поселений касимовских татар. В 1862 году в Четаево уже была мечеть. В конце XIX века к приходу мечети относились также жители деревни Аминево (всего 137 чел.).
По дореволюционному административному делению Четаево входило в Татарскую волость Касимовского уезда Рязанской губернии.